# Service statistique ministériel de la sécurité intérieure
 (juillet 2023).
Si vous disposez d'ouvrages ou d'articles de référence ou si vous connaissez des sites web de qualité traitant du thème abordé ici, merci de compléter l'article en donnant les références utiles à sa vérifiabilité et en les liant à la section « Notes et références ».
Service statistique ministériel de la sécurité intérieure (SSMSI) est un service français dépendant du ministère de l'Intérieur.
Au sein du ministère de l’Intérieur, le SSMSI est le service statistique chargé de la sécurité intérieure, rattaché à la fois à la police et à la gendarmerie nationales. Il compose avec l'Insee et 15 autres services statistiques ministériels le service statistique public coordonné par l’Insee. 
Comme les autres membres du service statistique public, il respecte un certain nombre de règles visant à maintenir la confiance dans les informations produites et diffusées, en particulier indépendance professionnelle, fiabilité, neutralité, qualité des processus, méthodologie solide, accessibilité. Son programme de travail fait l'objet d'une concertation avec l'ensemble des utilisateurs au sein du Conseil national de l'information statistique (Cnis). Son activité est évaluée par l'Autorité de la statistique publique (ASP).

## Historique
Le SSMSI a été créé en 2014 au sein de l’administration du ministère de l’Intérieur, par le décret n° 2014-1161 du 8 octobre 2014. Il est placé sous l’autorité fonctionnelle conjointe des directeurs généraux de la Police nationale (DGPN) et de la Gendarmerie nationale (DGGN) et rattaché organiquement à la DGPN.
Le 31 décembre 2020, l'Observatoire national de la délinquance et des réponses pénales (ONDRP), observatoire rattaché à l’INHESJ, est dissous. Ses missions sont reprises en partie par le SSMSI.

## Missions
Les missions du SSMSI sont :
- la mise à disposition du grand public de données statistiques et d’analyses sur la sécurité intérieure et la délinquance, par le biais du site Interstats ;
- l’assistance aux administrations de la police et de la gendarmerie dans l’accomplissement de leurs missions, par un éclairage statistique sur la délinquance ;
- la représentation du ministère de l’Intérieur au niveau international dans le domaine de la statistique pour la sécurité intérieure.

## Enquêtes
L’enquête statistique nationale Vécu et Ressenti en matière de Sécurité (VRS)  conduite par le Service statistique ministériel de la sécurité intérieure (SSMSI) à partir de 2022, interroge un échantillon de personnes âgées de 18 ans et plus en France métropolitaine, Martinique, Guadeloupe et à La Réunion. Enquête annuelle dite de « victimation », elle succède à l’enquête Cadre de vie et sécurité (CVS), en poursuivant le même objectif : mesurer l’insécurité ressentie et les faits de délinquance dont les individus ont pu être victimes au cours de leur vie. Elle s’intéresse en outre aux préoccupations de la population en matière de sécurité et à leurs opinions vis-à-vis de l’action des forces de sécurité sur le territoire français. Enfin, en questionnant directement la population, l’enquête vise à refléter le plus fidèlement possible la réalité vécue sur le territoire, sans se restreindre aux personnes qui portent plainte auprès des services de police ou de gendarmerie. En cela, elle est un complément indispensable aux données provenant des statistiques administratives (dépôts de plaintes auprès de la Police nationale et de la Gendarmerie nationale).